# Rachel Peters
Rachel Louise Obregon Peters (Manama, 20 ottobre 1991) è una modella britannica con cittadinanza filippina, vincitrice della 54ª edizione del concorso di bellezza Miss Filippine 2017.

## Biografia
Nasce a Manama, città del Bahrein, figlia dell'inglese Nigel Peters e della filippina Annie Obregon. Passa la propria gioventù in giro per il mondo, ottenendo un Baccellierato Internazionale alla British International School di Phuket e poi laureandosi in turismo presso la La Trobe University di Melbourne.
Dopo aver svolto saltuariamente la carriera di modella partecipa a Miss Mondo Filippine 2014, classificandosi quarta dietro alla vincitrice Valerie Weigmann.
Il 30 aprile 2017, presso lo Smart Araneta Coliseum, partecipa a Binibining Pilipinas 2017 venendo incoronata Miss Universo Filippine dalla vincitrice uscente nonché semifinalista a Miss Universo 2016 Maxine Medina.
Il 26 novembre seguente ha rappresentato il proprio paese alla 66ª edizione di Miss Universo, svoltasi al The AXIS Auditorium di Las Vegas, dove si è classificata nella Top 10 della competizione.

### Vita privata
Dal 2014 è legata sentimentalmente al politico Miguel Luis Villafuerte, membro del noto clan politico della provincia di Camarines Sur.
Britannica di nascita, nel 2015 ha ottenuto la cittadinanza filippina.